# Herman Miller (linguista)
Herman Miller (...) è un linguista e glottoteta britannico, prolifico creatore di lingue artificiali e di sistemi di scrittura artificiali.
È il creatore del gargish per la serie di giochi per computer Ultima, ed è stato inoltre uno dei programmatori e dei musicisti che hanno partecipato alla loro creazione.
Il suo sito internet presenta una lunga lista di lingue artistiche online, la maggioranza delle quali sono state sviluppate per roditori intelligenti e altre creature pelose.
Molti dei suoi sistemi di scrittura artificiali sono stati aggiunti al ConScript Unicode Registry.